# Державна облігація
Державна облігація — облігація, емісійний цінний папір, що випускаються країною з метою фінансування дефіциту державного бюджету.
Попри те, що у визначенні державних облігацій позик є слово «папери», проте у паперовому вигляді вони не існують. Обіг облігацій в Україні здійснюється виключно в електронному вигляді.

## Загальна інформація

### Поняття державних облігацій
Державні облігації України є державними цінними паперами, що випускаються з метою покриття дефіциту бюджету виключно на підставі закону про бюджет на відповідний рік.
Емісія державних облігацій здійснюється згідно з Умовами розміщення та погашення, що встановлюються відповідним законом про бюджет.
Державні облігації України можуть бути іменними або на пред'явника.
Державні облігації можуть бути номіновані в іноземній валюті або в національній валюті уряду.  Країни з менш стабільною економікою зазвичай деномінують свої облігації у валюті країни з більш стабільною економікою (тобто в твердій валюті). Коли уряди з менш стабільною економікою випускають облігації, існує ймовірність того, що вони не зможуть виплачувати процентні платежі і можуть оголосити дефолт. Так наприклад суверенний борг Португалії на 2014 рік становив 132,9% ВВП.
Всі облігації несуть ризик дефолту. Міжнародні рейтингові агентства надають рейтинги облігаціям кожної країни. Власники облігацій зазвичай вимагають більш високої прибутковості від більш ризикованих облігацій. Наприклад, 24 травня 2016 року 10-річні державні облігації, випущені урядом Канади, пропонували прибутковість 1,34%, а 10-річні державні облігації, випущені урядом Бразилії, пропонували прибутковість 12,84%.

### Види державних облігацій

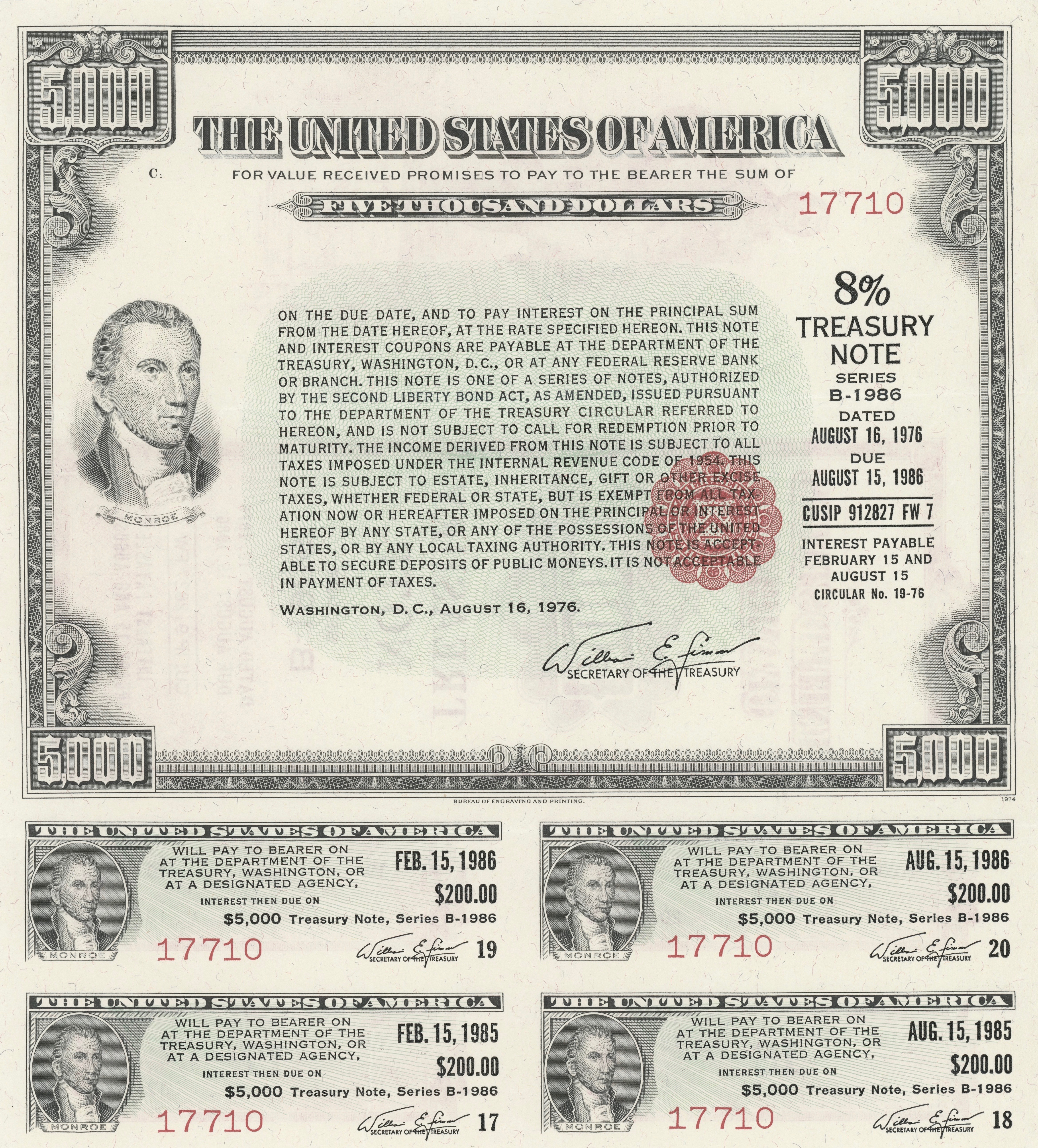
Облігації уряду США: казначейські облігації 1976 р 8%

Державні облігації України можуть бути:
- довгострокові — понад п'ять років;
- середньострокові — від одного до п'яти років;
- короткострокові — до одного року.

В Україні державні облігації представленні такими видами:
1. Облігації внутрішніх державних позик України (ОВДП) — державні цінні папери, що розміщуються винятково на внутрішньому фондовому ринку й підтверджують зобов'язання України щодо відшкодування пред'явникам цих облігацій, їхньої номінальної вартості з виплатою доходу відповідно до умов розміщення облігацій. Номінальна вартість облігацій внутрішніх державних позик України може бути визначена в іноземній валюті.
2. Цільові облігації внутрішніх державних позик України (цільові ОВДП) — облігації внутрішніх державних позик, емісія яких — джерело фінансування дефіциту державного бюджету в обсягах, передбачених на цю мету законом про Державний бюджет України на відповідний рік, та в межах граничного розміру державного боргу.
3. Облігації зовнішніх державних позик України (ОЗДП) — державні боргові цінні папери, що розміщуються на міжнародних фондових ринках і підтверджують зобов'язання України відшкодувати пред'явникам цих облігацій їх номінальну вартість з виплатою доходу відповідно до умов розміщення облігацій.

### Обіг державних облігацій
Національний банк України виконує операції з обслуговування державного боргу, пов'язані з розміщенням облігацій внутрішніх державних позик та цільових облігацій внутрішніх державних позик України, їх погашенням і виплатою доходів за ними, а також провадить депозитарну діяльність щодо цих цінних паперів.

## Емісія
Емісія державних облігацій України є частиною бюджетного процесу. Емісія державних облігацій України регулюється законом України про Державний бюджет України на відповідний рік, яким встановлюються граничні розміри державного зовнішнього та внутрішнього боргу. Рішення про розміщення облігацій зовнішніх та внутрішніх державних позик України та умови їх розміщення приймається згідно з Бюджетним кодексом України.
Розміщення державних облігацій України здійснюється у разі дотримання на кінець року граничних розмірів державного зовнішнього та внутрішнього боргу, передбачених Верховною Радою України в законі про Державний бюджет України на відповідний рік.

## Облігації зовнішніх державних позик України
Умови емісії облігацій зовнішніх державних позик України встановлюються з урахуванням законодавства майданчика розміщення цінних паперів.
Емітентом цих облігацій виступає Міністерство фінансів України.
Такі облігації можуть існувати в формі сертифікатів цінних паперів та бути на пред'явника.